# انتشارات دماوند
انتشارات دماوند مؤسسه انتشارات ایرانی بود که در سال ۱۳۶۱ (۱۹۸۳ میلادی) توسط سیما کوبان تأسیس شد و پرتو نوری علا و منیر بیضایی یک سال بعد به همکاری با آن پرداختند. این مؤسسه اولین مؤسسه نشر بود که توسط یک زن تأسیس و اداره گردید. این انتشارات پس از ۳ سال فعالیت توسط حکومت جمهوری اسلامی ایران تعطیل شد.
سیما کوبان پس از اینکه از دانشگاه تهران در سال ۱۳۵۹ اخراج شد، در سال ۶۰ برآن شد که نوشته‌ها و مقالات روشنفکران ایرانی را در مجموعه‌ای گردآوری کند و آن را مجموعه «کتاب چراغ» نام نهاد. حدود یکسال بعد پرتو نوری علا و منیر رامین‌فر (بیضایی) به او پیوستند و به عنوان شرکای انتشارات دماوند، همکاری خود را آغاز کردند. با توجه به سازش‌ناپذیری سیما کوبان با دولت و حساسیت کتاب‌هایی که منتشر می‌کرد، حکومت جمهوری اسلامی ایران با این انتشارات مشکل داشت تا بالاخره در سال ۱۳۶۴ در پی تجدید چاپ سوم «نقد و تحلیل جباریت»، مأمورین وزارت ارشاد به انتشارات دماوند ریختند و آن را تعطیل کردند. کتاب‌های زیادی توقیف و سیما کوبان روانهٔ زندان شد. پس از چند روز که وی با قید ضمانت از زندان آزاد شد، ناشرین در نامه‌ای از وزارت ارشاد خواستند تا به دلیل «کمبود کاغذ»، این انتشارات بسته شود.

## برخی از کتاب‌های انتشار یافته
- عطا و لقای نیما یوشیج، نوشته مهدی اخوان ثالث، چاپ اول ۱۳۶۱.[۴]
- مجموعه داستان «خروج اضطراری»، نوشته اینیاتسیو سیلونه، ترجمهٔ مهدی سحابی، سال ۱۳۶۲.[۵]
- اندیشه‌های طالبوف تبریزی، نوشته فریدون آدمیت، چاپ دوم ۱۳۶۳.[۶][۷]
- نقد و تحلیل جباریت، نوشته مانس اشپربر، ترجمه کریم قصیم، چاپ اول ۶۳.[۸]
- آینه‌های روبرو نوشته بهرام بیضایی
- خاطرات هنرپیشهٔ نقش دوم نوشته بهرام بیضایی